# Андреас Хермес
Андреас Хермес (на немски: Andreas Hermes) е германски учен и държавник, противник на нацисткия режим в Германия.

## Биография
Роден в Кьолн на 16 юли 1878 г. Следва земеделска икономика и философия в Бон, Йена и Берлин. Участва в студентското католическо движение. Работи като преподавател в сферата на земеделието. По време на Първата световна война научните му занимания в тази сфера продължават. Макар все още безпартиен през 1919 г. работи в министерството на икономиката. Година по-късно става член на Партията на Центъра. На 30 март 1920 г. заема поста министър на прехраната. Под негово ръководство министерството е реформирано. Остава на този пост 2 години. До 1933 г. е член на много съюзи и организации в сферата на земеделието и икономиката, а от 1921 г. до 1923 г. е финансов министър.
През март 1933 г. Хермес е арестуван за първи път поради откритото си несъгласие и противопоставяне на нацистката власт. През 1936 г. заминава за Колумбия, няколко години по-късно се завръща в Германия, за да отведе в емиграция и семейството си. Началото на Втората световна война обаче го възпрепятства да замине. В Германия Хермес се ангажира активно с антинацистката съпротива. Принадлежи към т.нар. „Кьолнски кръг“. След атентата срещу Хитлер от 20 юли 1944 г. е арестуван и на 11 януари 1945 г. е осъден на смърт. Съпругата му обаче успява да издейства отлагане на екзекуцията му.
След края на войната Хермес е съосновател на Християн-демократически съюз (Източна Германия). Участва в берлинската градска управа. Поради критиката си относно провежданата поземлена реформа в съветската окупациона зона е принуден да напусна председателското си място в Християндемократическата партия.
Преселва се в Бад Годесберг, край Бон и става член на западногерманската християндемократическа партия. В периода 1947-1948 г. активно работи в сферата на стопанството и прехраната. Различията във възгледите по някои въпроси между него и Конрад Аденауер го възпрепятстват да заеме поста на първи федерален министър на селското стопанство.
Хермес е застъпник на обединението на Германия, на подобрение на отношенията с Изтока, но и противник на интеграцията на ФРГ със западните сили. Последното го поставя в известна изолация сред западногерманските християндемократи.
През 1958 г., поради напредналата си възраст, Андреас Хермес се оттегля от всички заемани постове. Умира 4 години по-късно, на 4 януари 1962 г.